# 7222 Alekperov
7222 Alekperov è un asteroide della fascia principale. Scoperto nel 1981, presenta un'orbita caratterizzata da un semiasse maggiore pari a 3,2116589 UA e da un'eccentricità di 0,2110867, inclinata di 2,87633° rispetto all'eclittica.
L'asteroide era stato inizialmente battezzato 7222 Alikperov per poi essere corretto nella denominazione attuale.
L'asteroide è dedicato all'imprenditore russo Vagit Jusufovič Alekperov.